# الولايات الأمريكية المتجاورة
الولايات الأمريكية الثمانية والأربعين المتجاورة (بالإنجليزية: Contiguous United States)‏ هو مصطلح يقصد به الولايات الأمريكية الواقعة ما بين الحدود المكسيكية من الشمال والحدود الكندية إلى الجنوب ضمن أراضي قارة أمريكا الشمالية؛ بصيغة أخرى هي جميع الولايات الأمريكية التي تجاور ولايات أخرى عن طريق البر، ويشمل هذا التصنيف جميع الولايات المتحدة الأمريكية بالإضافة إلى واشنطن العاصمة (التي تعد مقاطعة فيدرالية). وعليه يستبعد المصطلح ولايتي هاواي وألاسكا وجميع مقاطعات ومناطق ما وراء البحار التابعة للولايات المتحدة وهي غوام وساموا الأمريكية وجزر ماريانا الشمالية وبورتوريكو وجزر العذراء الأمريكية.

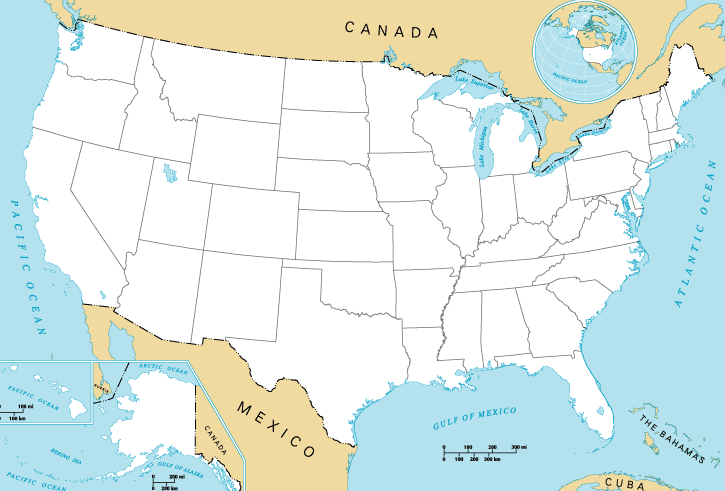
خريطة للولايات الأمريكية ال48 المتجاورة وفي الزاوية السفلى اليسرى توجد الولايتان غير المتجاورتين

تبلغ مساحة الولايات ال48 المتجاورة مع واشنطن العاصمة 8,080,464.3 كم2، والتي تمثل ما نسبته 1.58% من المساحة الكلية لسطح كوكب الأرض، وتقدر نسبة اليابسة 83.65% من ضمن هذه المساحة ما يعني مساحة 7,663,941.7 كم2 وهي بذلك قريبة من مساحة أستراليا. أما مساحة الماء فتصل إلى 416,522.5 كم2، ما يمثل بدوره نسبة 62.66% من مساحة الماء الكلية التابعة للولايات المتحدة.

## قائمة الولايات الأمريكية المتجاورة
يبلغ عدد الولايات المتجاورة 48 ولاية وهي:
تختلف واشنطن العاصمة (عاصمة الولايات المتحدة كما يُشار إليها بمقاطعة كولومبيا) عن ولاية واشنطن الواقعة شمالي غربي البلاد على المحيط الهادي.